# Apoera
Apoera é uma cidade do Suriname, localizada no distrito de Sipaliwini, a 24m do nível do mar.